# Carlos Ponce

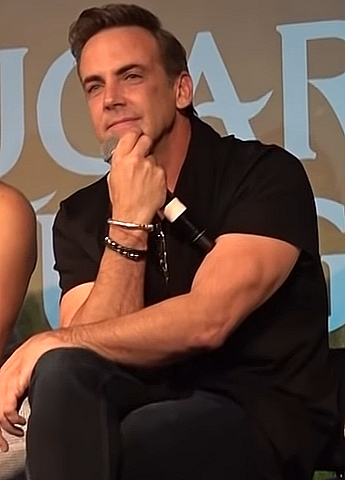
Carlos Ponce, 2019

Carlos Augusto Ponce (* 4. September 1972 in Santurce, Puerto Rico) ist ein puerto-ricanischer Schauspieler, Sänger und Songschreiber.

## Leben
Kurz nach seiner Geburt zog die Familie nach Humacao, wo Ponce seine Kindheit verbrachte. Im Alter von sechs Jahren trat Ponce das erste Mal in Fernsehwerbespots auf. Später besuchte er die High School in Humacao, wo er der Schul-Theatergruppe angehörte. 1986 zog seine Familie nach Florida. Auch hier trat Ponce diverse Male in der Schul-Theatergruppe auf und galt bald als bester Nachwuchsschauspieler im Süden der Vereinigten Staaten.
1990 moderierte Ponce die Talkshow Hablando auf dem spanischsprachigen Sender Univision. Diese Show sollte den Beginn seiner Fernsehkarriere darstellen. Fortan machte er sich sowohl als Seriendarsteller als auch als Sänger einen Namen. Ponces Debütalbum Carlos Ponce wurde 1998 auf Anhieb Nr. 1 in der lateinamerikanischen Szene der Vereinigten Staaten sowie in Mittel- und Südamerika. Der Song Amelia aus seinem zweiten Album wurde zum offiziellen Song der Leichtathletik-Weltmeisterschaften 1999 in Sevilla.
Seit 2003 arbeitet Ponce auch als Korrespondent für das Magazin Entertainment Tonight. 2006 nahm Ponce an der Aufnahme der umstrittenen spanischen Version der US-amerikanischen Nationalhymne teil. Im selben Jahr war er Gastgeber der Wahl zur Miss Universum.

### Privates
Am 5. Oktober 1996 heiratete Ponce seine Jugendliebe Veronica. Die beiden haben zwei gemeinsame Söhne (* 1999 und * 2001) und zwei 2003 adoptierte Töchter (Zwillinge, * 2002).

## Filmografie
- 1994–1995: Control
- 1996: Sentimientos ajenos
- 1998–2006: Eine himmlische Familie (7th Heaven, Fernsehserie)
- 2001: Sin pecado concebido
- 2002: Protagonistas de la Música
- 2003: Ángel de la guarda, mi dulce compañía
- 2004: Maya & Miguel
- 2005: Deuce Bigalow: European Gigolo
- 2005: Meet Me in Miami
- 2006: Zum Glück geküsst (Just My Luck)
- 2006: Complete Guide to Guys
- 2006: Stranded
- 2006: Vanished
- 2006: Break-In
- 2007: Spy Hunter: Nowhere to Run
- 2007: Dame Chocolate (Fernsehserie)
- 2007–2009: Lipstick Jungle (Fernsehserie)
- 2009: All Inclusive (Couples Retreat)
- 2015: Spy: Susan Cooper Undercover
- 2020: Julie and the Phantoms (Fernsehserie, 7 Folgen)
- seit 2021: Fünffache Rache
- 2023: Murder Mystery 2

### Gastauftritte
- 1998: Beverly Hills, 90210, Folge 9.6
- 2001: Noch mal mit Gefühl (Once and Again), Folge 2.14
- 2003: Karen Sisco, Folge 1.3
- 2004: Eve, Folge 2.9
- 2009: Lipstick Jungle
- 2009: Más sabe el diablo, Folge 150
- 2010: Good Things

## Diskografie

### Alben
| Jahr | Titel           | Höchstplatzierung, Gesamtwochen, AuszeichnungChartsChartplatzierungen (Jahr, Titel, Platzierungen, Wochen, Auszeichnungen, Anmerkungen) | Anmerkungen |
| Jahr | Titel           | Latin | Anmerkungen |
| ---- | --------------- | --- | ----------- |
| 1998 | Carlos Ponce    | Latin3 (27 Wo.)Latin |             |
| 2000 | Todo Lo Que Soy | Latin19 Platin · (26 Wo.)Latin |             |
| 2002 | Ponce           | Latin23 (4 Wo.)Latin |             |

### Singles
| Jahr | Titel Album                        | Höchstplatzierung, Gesamtwochen, AuszeichnungChartplatzierungen (Jahr, Titel, Album, Platzierungen, Wochen, Auszeichnungen, Anmerkungen) | Höchstplatzierung, Gesamtwochen, AuszeichnungChartplatzierungen (Jahr, Titel, Album, Platzierungen, Wochen, Auszeichnungen, Anmerkungen) | Anmerkungen |
| Jahr | Titel Album                        | DE | Latin | Anmerkungen |
| ---- | ---------------------------------- | --- | --- | ----------- |
| 1998 | Rezo Carlos Ponce                  | — | Latin1 (15 Wo.)Latin |             |
| 1998 | Decir Adios Carlos Ponce           | — | Latin1 (13 Wo.)Latin |             |
| 1999 | Recuerdo Carlos Ponce              | — | Latin31 (3 Wo.)Latin |             |
| 1999 | Amelia Carlos Ponce                | DE93 (2 Wo.)DE | — |             |
| 1999 | Te Vas Carlos Ponce                | — | Latin10 (9 Wo.)Latin |             |
| 1999 | Busco Una Mujer Carlos Ponce       | — | Latin26 (5 Wo.)Latin |             |
| 1999 | Escuchame Todo Lo Que Soy          | — | Latin1 (23 Wo.)Latin |             |
| 2000 | La Razon De Mi Ser Todo Lo Que Soy | — | Latin18 (11 Wo.)Latin |             |
| 2002 | Mujer Con Pantalones Ponce         | — | Latin15 (14 Wo.)Latin |             |

## Auszeichnungen
- 1997: Actor Revelation of 1997 Award vom Eres Magazine
- Best Actor vom TV y Novelas magazine
- ACE Award
- 1999: Best Pop Album vom Billboard magazine
- 1999: Artist Revelation von Premios Lo Nuestro
- 1999: Pop Ballad Revelation of the Year von Premios Tu Musica de Puerto Rico